# 堀川裕司
堀川 裕司 （ほりかわ ゆうじ、1977年 - ）は経営学者、博士（商学）。経営学の研究において業績を発表している。

## 経歴
- 1995年　鹿児島県立鶴丸高等学校卒業。
- 2000年　一橋大学経済学部卒業。
- 2002年　一橋大学大学院商学研究科経営・会計専攻修士課程修了。
- 2005年　一橋大学大学院商学研究科経営・会計専攻博士課程修了。
- 2005年　中央大学商学部専任講師に着任。中央大学企業研究所研究員。

## 研究業績
- 「科学から技術への見えの提示 : 半導体MIRAIプロジェクトにおける計測・評価」
- 「技術の二重性－CMP装置産業における計測・評価技術の意味」『組織科学』

## 受賞学術賞
- 組織学会高宮賞論文部門 (2005)

## その他
- 中央大学教員情報データベース
- 中央大学商学部研究室・ゼミホームページ